# Pierre-Fortunat Pinsonneault
Pierre-Fortunat Pinsonneault, photographe, est né le 28 février 1864 à Saint-Jacques-le-Mineur en Montérégie et décède à Trois-Rivières le 26 janvier 1938.

## Biographie
D'abord initié à la photographie par son frère Joseph-Laurent, il poursuivit des études dans ce domaine aux États-Unis, chez W.J. Cady à Holyoke (Massachusetts). Il s'installe par la suite à Trois-Rivières en 1888 dans l'atelier du photographe Louis Grenier au 178 de la rue Notre-Dame. Quand Pierre-Fortunat Pinsonneault débarque à Trois-Rivières en 1888 âgé de vingt-quatre ans, Trois-Rivières ne compte alors que 8 500 individus. Le séminaire Saint-Joseph marque la limite des habitations. La rue Laviolette porte encore le nom de rue des Champs. Trois-Rivières est relié à Montréal et Québec par train depuis neuf ans. Le port est bourdonnant d'activités. Le fleuve est la porte d'entrée de la ville et les hôtels attendent les visiteurs près des quais. La communauté est si petite que chacun demeure à quelques minutes de ses proches.
Pierre-Fortunat arrive de Saint-Jean-sur-Richelieu à la suite d'un stage d'études en Nouvelle-Angleterre. Descendu du train sur le quai de Saint-Angèle, il contemple cette petite ville portuaire qui entasse ses maisons de pierres au bord du fleuve Saint-Laurent. Ayant peu de choses dans ses valises, sa volonté et sa force physique allait lui ouvrir le chemin. Il allait transporter des équipements lourds et encombrants, monter sur les toits pour avoir un meilleur angle et courir le pays pour le montrer. Son intelligence et sa curiosité lui permettront de faire imprimer ses images en France.
Il signera fréquemment « Pinsonneault/Trois-Rivières » plutôt que « Three-Rivers » comme le veut l'époque.
Cet homme moderne a joué un rôle important au niveau artistique et commercial. Il a été le chroniqueur visuel de son époque. Son implication civique fut intense, notamment au Cercle Palamède qui constituait en 1900 une véritable "Maison de la culture" avec sa bibliothèque et ses activités de loisir. Pour eux, la culture était conviviale. Elle cimentait la société.
Son rôle d'éditeur et de photographe auprès des associations de citoyens a contribué au développement et à la reconstruction de la ville.
Quand Monsieur Pinsonneault est mort en 1938, cinquante ans après son arrivée, la ville compte quarante mille habitants, presque cinq fois plus. Il a su préserver la senteur des bateaux de pommes, le vent sur le fleuve, la tranquillité des rues et la beauté des parcs. Il a vu brûler sa ville et participé à sa reconstruction. Il a vu l'implantation des usines et l'arrivée de milliers de familles à la recherche du bonheur. Il a photographié leur jeunesse, leurs mariages et leurs enfants.

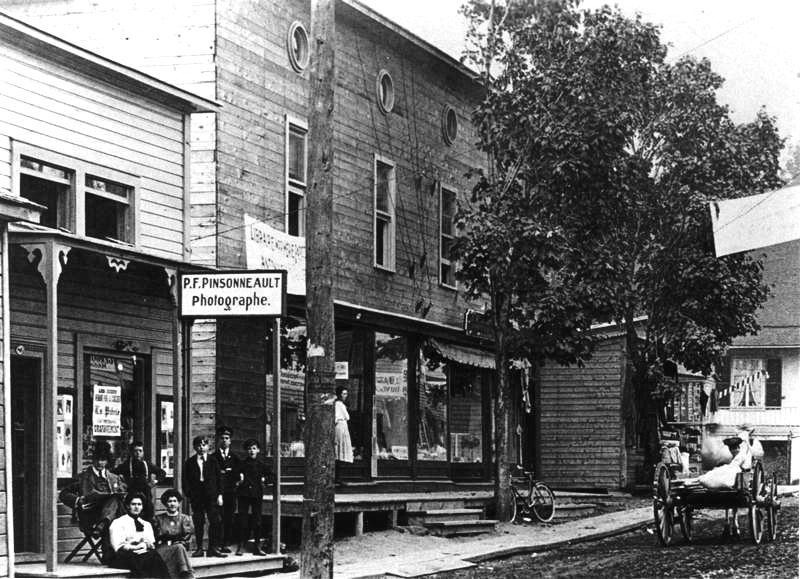
Le studio de la rue Royale en 1908, après le feu.
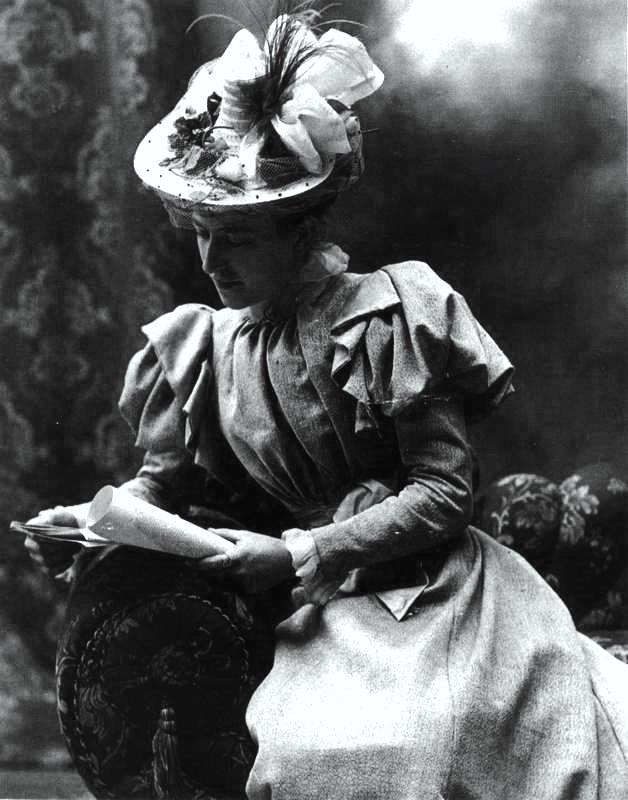
Fabiola Pinsonneault.
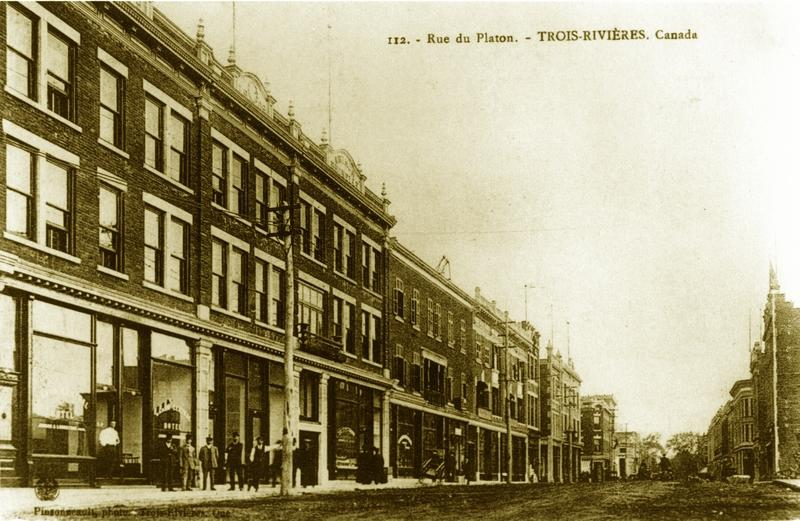
Rue du Platon, Trois-Rivières (La rue du Platon est le nom de la rue des Forges à l'époque pour la partie de la rue entre le fleuve et la rue Notre-Dame).

## Musées et collections publiques
- Centre d'exposition Raymond-Lasnier, à Trois-Rivières.
- Musée de la civilisation, à Québec.
- Musée national des beaux-arts du Québec, à Québec[5].